# Norman Davies

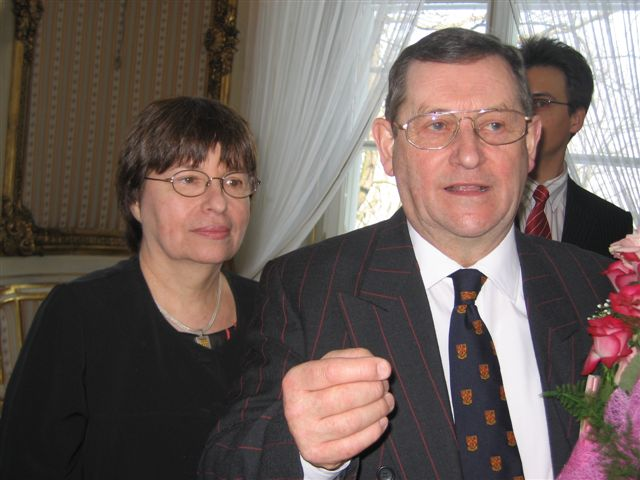
Norman Davies z żoną, 2007

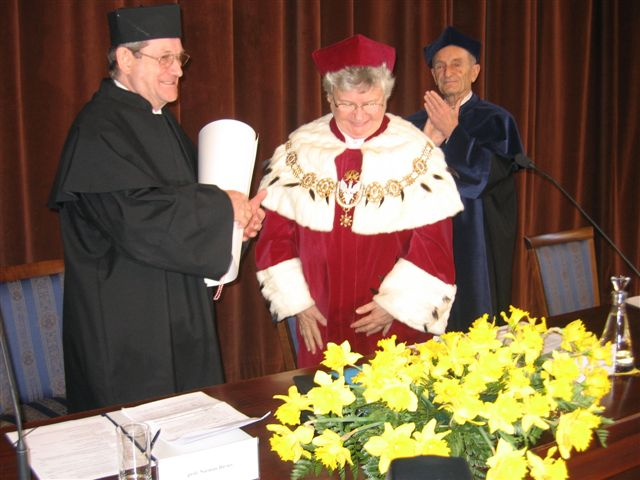
Norman Davies, prof. Katarzyna Chałasińska-Macukow, prof. Henryk Samsonowicz, Uniwersytet Warszawski, 28 marca 2007

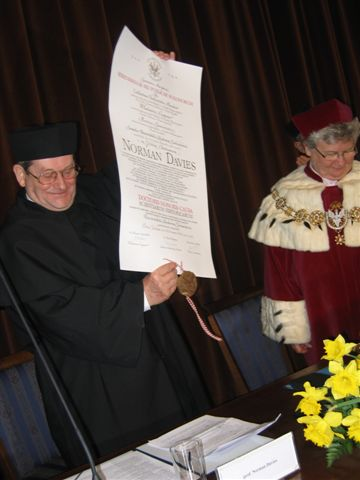
Norman Davies, prof. Katarzyna Chałasińska-Macukow, Uniwersytet Warszawski, 28 marca 2007

Ivor Norman Richard Davies (ur. 8 czerwca 1939 w Bolton) – brytyjsko-polski historyk, emerytowany profesor University College London, członek Polskiej Akademii Umiejętności i Akademii Brytyjskiej, autor prac dotyczących historii Europy, Polski i Wysp Brytyjskich, kawaler Orderu Orła Białego.

## Życiorys
Studiował historię w Magdalen College na Uniwersytecie Oksfordzkim w Grenoble, w Perugii i na University of Sussex. Zamierzał studiować w Związku Radzieckim (doktoranckie studia filozoficzne), jednak nie otrzymał radzieckiej wizy. Zamiast tego przyjechał do Krakowa, gdzie w 1973 roku doktoryzował się na Uniwersytecie Jagiellońskim.
Od 1972 był wykładowcą, a w latach 1985–1996 profesorem zwyczajnym w Szkole Studiów Słowiańskich i Wschodnioeuropejskich (School of Slavonic and East European Studies) University College London w Londynie. W 1996 roku został profesorem emeritusem tej uczelni. Oprócz tego jest zrzeszony jako honorary fellow z St Antony's College w Oksfordzie oraz Clare Hall w Cambridge. Jest również członkiem korespondentem Polskiej Akademii Umiejętności w Krakowie.
Po przejściu na wcześniejszą emeryturę poświęcił się pisaniu książek. Napisał m.in.: Boże igrzysko (Historia Polski w dwóch tomach), Serce Europy (Krótka Historia Polski), Orzeł biały, czerwona gwiazda, Wojna polsko-sowiecka 1919-1920, Europa, Mikrokosmos (historia Wrocławia), Wyspy. Jego dzieło, Powstanie ’44, było jedną z najlepiej sprzedających się książek sierpnia 2004.
Dzięki książce Boże igrzysko (ang. God’s Playground) historia Polski stała się bardziej dostępna czytelnikom na Zachodzie. Davies pisał o dziejach Polski często i z dużą dokładnością.
W 1998 powstał film dokumentalny o Normanie Daviesie w reżyserii Krzysztofa Wierzbickiego Historia Normana Daviesa.
4 lipca 2014 prezydent Bronisław Komorowski nadał Normanowi Daviesowi polskie obywatelstwo.
Członek Międzynarodowej Kapituły Orderu Uśmiechu.

## Życie prywatne
Jest synem Richarda i Elizabeth Daviesów. Mieszka w Oksfordzie i Krakowie.  Davies czuje więź osobistą z Krakowem (m.in. kibicując miejscowej Cracovii). Tutaj poznał swoją żonę, Marię Korzeniewicz, która pochodzi z Dąbrowy Tarnowskiej. Mają dwóch synów; jednym z nich jest Christian Davies, dziennikarz i publicysta, były korespondent m.in. Guardiana i Observera w Polsce, a obecnie korespondent Financial Times w Korei Południowej.

## Publikacje w języku polskim
- 1989: Boże igrzysko. Historia Polski (wydanie I, Znak 1989)
- 1995: Serce Europy (wydanie I, Aneks 1995, ISBN 978-1-897962-09-1)
- 1997: Orzeł biały, czerwona gwiazda (wydanie I, Znak 1997)
- 2000: Europa. Rozprawa historyka z historią (wydanie I, Znak 2000; wydanie II, Znak 2010)
- 2000: Myśli wyszukane (wydanie I, Znak 2000)
- 2001: Smok wawelski nad Tamizą (wydanie I, Znak 2001)
- 2002: (z Rogerem Moorhousem) Mikrokosmos. Portret miasta środkowoeuropejskiego (wydanie I, Znak 2002)
- 2003: Wyspy. Historia (wydanie I, Znak 2003)
- 2004: Powstanie ’44 (wydanie I, Znak 2004)
- 2004: Złote Ogniwa, Polska – Europa (wydanie I, Rosikon Press 2004)
- 2005: Jak powstało „Powstanie '44” (wydanie I, Znak 2005)
- 2007: Europa między wschodem a zachodem (wydanie I, Znak 2007)
- 2008: Europa walczy 1939–1945. Nie takie proste zwycięstwo (wydanie I, Znak 2008)
- 2008: Od i Do. Najnowsze dzieje Polski według historii pocztowej (wydanie I, Rosikon Press 2008)
- 2009: (z Johnem Stoye) Oblężenie Wiednia. Spuścizna Sobieskiego (wydanie I, Znak 2010)
- 2010: Zaginione królestwa (wydanie I, Znak 2010)
- 2015: Szlak nadziei. Armia Andersa. Marsz przez trzy kontynenty (wydanie I, Znak 2015)
- 2017: Na krańce świata. Podróż historyka przez historię (wydanie I, Znak 2017)
- 2019: Sam o sobie (wydanie I, Znak 2019)
- 2022: Mała Europa. Szkice polskie (wydanie I, Znak 2022)
- 2023: Galicja. Historia nie narodowa (wydanie I, Znak 2023, ISBN 978-83-240-8880-5)

## Publikacje w języku angielskim
- 1972: White Eagle, Red Star: The Polish-Soviet War, 1919-20. (ISBN wydania z 2004: ISBN 0-7126-0694-7)
- 1977: Poland, Past and Present. A Select Bibliography of Works in English (ISBN 0-89250-011-5)
- 1981: God’s Playground. A History of Poland. Vol. 1: The Origins to 1795, Vol. 2: 1795 to the Present (Oxford: Oxford University Press. ISBN 0-19-925339-0 / ISBN 0-19-925340-4)
- 1984: Heart of Europe. A Short History of Poland (Oksford: Oxford University Press. ISBN 0-19-285152-7)
- 1991: Jews in Eastern Poland and the USSR, 1939-46 (Palgrave Macmillan. ISBN 0-312-06200-1)
- 1996: Europe: A History (Oksford: Oxford University Press. ISBN 0-19-820171-0)
- 1997: Auschwitz and the Second World War in Poland: A lecture given at the Representations of Auschwitz international conference at the Jagiellonian University (Universitas. ISBN 83-7052-935-6)
- 1999: Red Winds from the North (Able Publishing. ISBN 0-907616-45-3)
- 1999: The Isles. A History (Oksford: Oxford University Press. ISBN 0-19-513442-7)
- 2001: Heart of Europe: The Past in Poland's Present (Oxford University Press, USA; ISBN 0-19-280126-0)
- 2002 (z Rogerem Moorhousem): Microcosm: Portrait of a Central European City (London: Jonathan Cape. ISBN 0-224-06243-3)
- 2004: Rising '44. The Battle for Warsaw (Londyn: Pan Books. ISBN 0-333-90568-7)
- 2006: Europe East and West: A Collection of Essays on European History (Jonathan Cape. ISBN 0-224-06924-1)
- 2006: Europe at War 1939–1945: No Simple Victory (Macmillan. ISBN 0-333-69285-3)
- 2008: To and From. Modern Poland: a journey through postal history (Rosikon Press. ISBN 978-83-88848-64-3)
- 2011: Vanished Kingdoms: The History of Half-Forgotten Europe (Allen Lane. ISBN 978-1-84614-338-0)
- 2015: Trail of Hope: The Anders Army, An Odyssey Across Three Continents (Osprey Publishing. ISBN 978-1-4728-1603-0)

## Ordery, odznaczenia, nagrody i wyróżnienia
- Prezydent RP na uchodźstwie Edward Raczyński udekorował go Orderem Odrodzenia Polski[11]
- W 1995 został odznaczony Medalem Polonia Mater Nostra Est

- 22 grudnia 1998 prezydent Aleksander Kwaśniewski nadał Daviesowi Krzyż Wielki Orderu Zasługi Rzeczypospolitej Polskiej[12]
- W roku 2001 otrzymał brytyjskie wysokie odznaczenie - Order św. Michała i św. Jerzego[13]
- W 2005 z rąk ministra kultury i dziedzictwa narodowego Waldemara Dąbrowskiego odebrał Złoty Medal „Zasłużony Kulturze Gloria Artis”[14].
- Laureat Nagrody im. Kazimierza Pułaskiego – „rycerz wolności” (2006). Władze Wrocławia ofiarowały mu mieszkanie służbowe.
- W 2008 otrzymał Perłę Honorową Polskiej Gospodarki (w kategorii krzewienie polskich tradycji i wartości patriotycznych), przyznawaną przez redakcję Polish Market[15]. Został także wyróżniony Medalem „Cordi Poloniae” Konwentu Organizacji Polskich w Niemczech[16].
- 13 listopada 2009 za niezwykłe zasługi dla upowszechnienia polskiej i europejskiej historii, w tym uwarunkowań naszej polityki zagranicznej dawniej i współcześnie minister Radosław Sikorski nadał Daviesowi Odznakę Honorową „Bene Merito”[17]. Uroczystość dekoracji odbyła się 26 lutego 2010 w Londynie[18].
- 9 lutego 2012 Davies odebrał Nagrodę im. prof. Aleksandra Gieysztora przyznawaną przez Fundację Bankową im. Leopolda Kronenberga. Otrzymał ją za działalność upowszechniającą polskie dziedzictwo kulturowe i wykazanie związków dziedzictwa kulturowego Polski oraz centralnych i wschodnich obszarów Europy z dziedzictwem całego kontynentu[19].
- W 2012 postanowieniem prezydenta Bronisława Komorowskiego z 6 listopada, w uznaniu znamienitych zasług dla Rzeczypospolitej Polskiej, a w szczególności za upowszechnianie wiedzy o Polsce i jej kulturze, za kształtowanie pozytywnego wizerunku Polski w Europie i świecie, za wspieranie przemian demokratycznych w Polsce został odznaczony Orderem Orła Białego[20], którym udekorowano go 11 listopada[21][22].
- W 2015 otrzymał nagrodę specjalną i członkostwo honorowe ZAiKS-u[23].
- W 2019 roku Akademia Szwedzka przyjęła jego nominację na listę kandydatów do literackiej Nagrody Nobla[24].
- W 2025 otrzymał tytuł Człowieka Roku „Gazety Wyborczej”[25].
- Davies jest także honorowym członkiem Związku Powstańców Warszawskich
- W ciągu swojego życia Davies otrzymał liczne specjalne wyróżnienia, takie jak honorowe obywatelstwa Warszawy, Krakowa[26], Lublina[27], Wrocławia[28] czy Gdyni[29] [30], jak również tytuły doktora honoris causa od Uniwersytetu Jagiellońskiego (2003), Uniwersytetu Gdańskiego (2000)[31], Uniwersytetu Marii Curie-Skłodowskiej (1993)[32], Uniwersytetu Warszawskiego (2007)[33], University of Sussex (2006)[34] oraz Uniwersytetu Mikołaja Kopernika w Toruniu (2019)[35].